# BMW 269
La BMW 269, chiamata anche BMW F269, è una monoposto costruita dalla Lola Cars per la tedesca BMW per partecipare al campionato europeo di Formula 2 1969 e 1970 e al campionato mondiale di Formula 1 1969.

## Descrizione
La necessità della BMW di sviluppare un ulteriore monoposto per confermare il periodo di crescita in Formula 2, spinse la casa bavarese a costruire, supportata sempre dalla Lola, un'evoluzione della già impiegata Lola T102. La vettura quindi fu progettata nel 1969 da Len Terry, le monoposto furono parzialmente costruite dalla Lola e assemblate dalla BMW stessa per essere poi impiegate principalmente nelle competizioni di Formula 2. Il motore era un BMW M12 da 1598 cm³ 4 cilindri in linea con una potenza di circa 250 CV erogati a 10 700 giri/min.

## Carriera agonistica

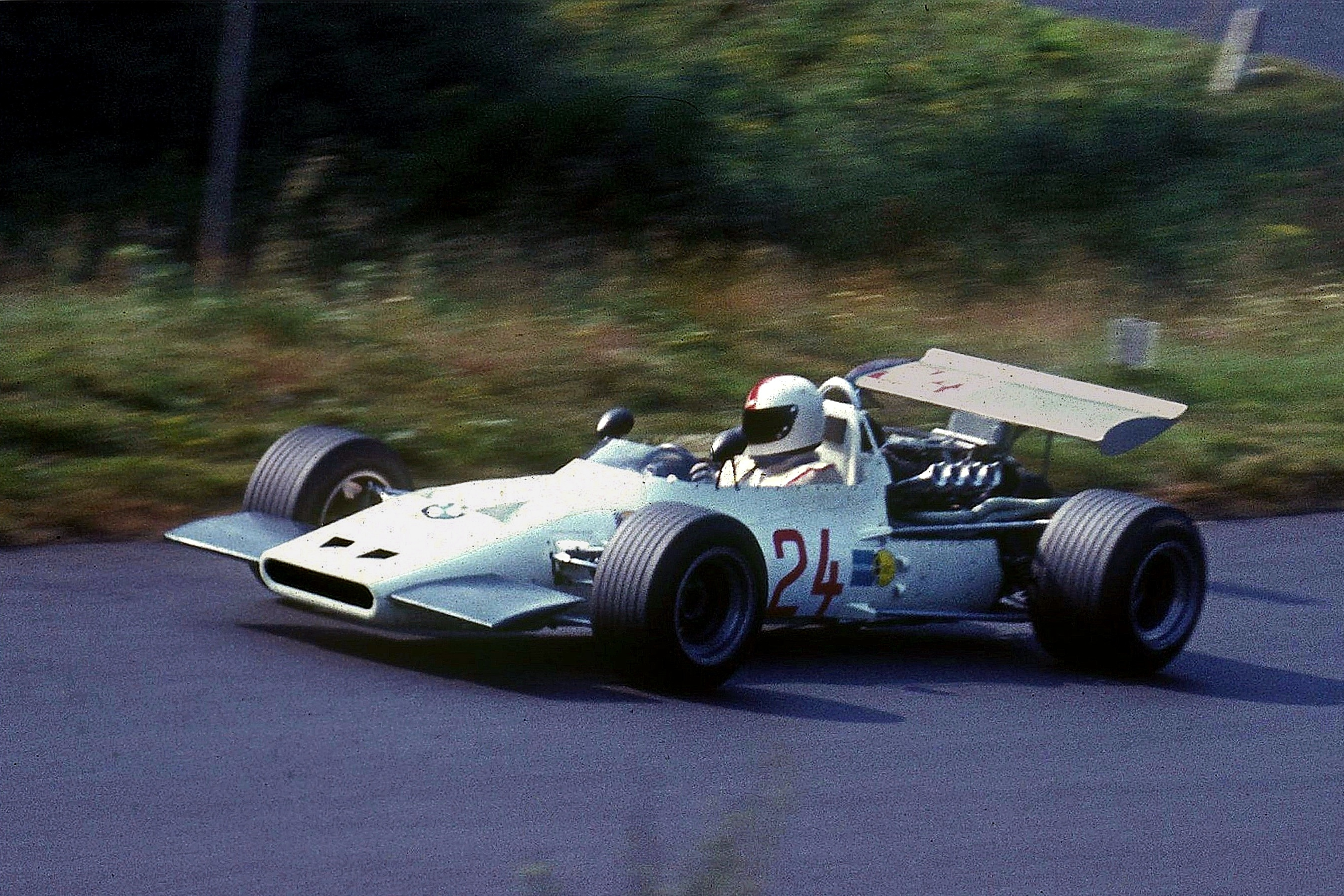
Mitter alla guida della BMW 269 al Gran Premio di Germania 1969; durante le prove subirà un incidente nel quale perderà la vita.

La BMW 269 fece la sua prima apparizione in Formula 2 durante il Gran Premio di Madrid 1969, dove però per problemi tecnici non fu utilizzata da Hubert Hahne che dovette partire con la T102 di riserva. In Austria a Tulln, lo stesso Hahne concluse settimo, sancendo il miglior risultato stagionale per la monoposto in Formula 2. Con la possibilità di schierare nel gran premio di casa del Nürburgring anche vetture di categoria inferiore, la monoposto fu anche impiegata in Formula 1 e la BMW schierò tre vetture con alla guida Hubert Hahne, Gerhard Mitter e Dieter Quester. Durante le prove libere del venerdì al Gran Premio di Germania, Mitter uscì di pista e si schiantò contro le barriere rimanendo ucciso all'instante. L'incidente costrinse la scuderia bavarese a ritirarsi dalla corsa. Dopo questa breve parentesi nel massimo campionato motoristico, la 269 guidata da Hahne, Jo Siffert e Quester continuò la stagione di Formula 2 con ben 4 ritiri, senza riuscire a conquistare alcun punto.
L'inizio del 1970 vide la monoposto conquistare i primi piazzamenti a punti, con Hahne che dopo non esser riuscito a qualificarsi a Thruxton concluse quarto assoluto ad Hockenheim e con Quester che dopo il ritiro in Germania, dove aveva fatto segnare anche il giro veloce, concluse quinto a Barcellona. La prima vittoria per la vettura arrivò con Hahne il 14 giugno ad Hockenheim, nella gara non titolata della coppa del Reno. Il resto della stagione però fu anonima per la vettura che con una serie di ritiri dati da incidenti e problemi meccanici non riuscirà più a mettere a segno risultati utili per la scuderia che vedrà, sempre più frequentemente, preferire schierare la definitiva evoluzione della monoposto, la BMW 270, la quale farà guadagnare affermata competitività alla BMW con i primi, poi con il ritiro della casa divenuti gli ultimi, successi in Formula 2.

## Risultati

### Formula 1
| Anno | Team                        | Motore       | Gomme | Piloti  |  |  |  |  |  |  |     |  |  |  |  | Punti | Pos. |
| ---- | --------------------------- | ------------ | ----- | ------- |  |  |  |  |  |  | --- |  |  |  |  | ----- | ---- |
| 1969 | Bayerische Motoren Werke AG | BMW M12/1 L4 | D     | Hahne   |  |  |  |  |  |  | NP  |  |  |  |  | 0     |      |
| 1969 | Bayerische Motoren Werke AG | BMW M12/1 L4 | D     | Mitter  |  |  |  |  |  |  | NP† |  |  |  |  | 0     |      |
| 1969 | Bayerische Motoren Werke AG | BMW M12/1 L4 | D     | Quester |  |  |  |  |  |  | NP  |  |  |  |  | 0     |      |

| Legenda | 1º posto     | 2º posto | 3º posto    | A punti         | Senza punti/Non class.  | Grassetto – Pole position Corsivo – Giro più veloce |
| Legenda | Squalificato | Ritirato | Non partito | Non qualificato | Solo prove/Terzo pilota | Grassetto – Pole position Corsivo – Giro più veloce |

### Formula 2
| Stagione | Team                     | Pilota  | 1      | 2       | 3      | 4      | 5       | 6       | 7       | 8   | Punti |
| -------- | ------------------------ | ------- | ------ | ------- | ------ | ------ | ------- | ------- | ------- | --- | ----- |
| 1969     | Bayerische Motoren Werke | Hahne   | THR    | HOC     | NÜR    | JAR NP | TUL 7   | PER NP  | VAL Rit |     | 0     |
| 1969     | Bayerische Motoren Werke | Siffert | THR    | HOC     | NÜR    | JAR    | TUL     | PER Rit | VAL     |     | 0     |
| 1969     | Bayerische Motoren Werke | Quester | THR    | HOC     | NÜR    | JAR    | TUL Rit | PER     | VAL Rit |     | 0     |
| 1970     | Bayerische Motoren Werke | Hahne   | THR NQ | GER 4   | BAR NQ | LON    | PER Rit | TUL     | IMO     | HOC | 5     |
| 1970     | Bayerische Motoren Werke | Quester | THR 7  | GER Rit | BAR 5  | LON    | PER Rit | TUL Rit | IMO Rit | HOC | 5     |